# 창녕 교동과 송현동 고분군
창녕 교동과 송현동 고분군(昌寧 校洞과 松峴洞 古墳群, 영어: Ancient Tombs in Gyo-dong and Songhyeon-dong, Changnyeong)은 대한민국 경상남도 창녕군 창녕읍에 넓게 분포하고 있는 대형 무덤이다. 2011년 7월 28일 대한민국의 사적 제514호로 지정되었다.

## 현지 안내문
창녕은 『삼국사기』에 나오는 진한의 12개 나라 중 하나인 불사국으로, 비사벌이라고 불리던 곳이다.
창녕읍 교리 및 송현리 일대에 넓게 분포하고 있는 대형 고분군으로, 1911년 일본인 학자 세키노 타타시에 의해 처음 알려졌다. 150여기 정도가 확인되는데, 출토유물과 구조양상을 볼 때 5~6세기가 중심연대가 되는 고분군으로 파악되고 있다.
창녕교동고분군(사적)과 창녕송현동고분군(사적)이 창녕 교동과 송현동 고분군(사적)으로 2011년 7월 28일에 다시 지정되었다.

## 참고 문헌
- 이 문서에는 다음커뮤니케이션(현 카카오)에서 GFDL 또는 CC-SA 라이선스로 배포한 글로벌 세계대백과사전의 내용을 기초로 작성된 글이 포함되어 있습니다.

## 참고 자료
- 창녕 교동과 송현동 고분군 - 국가유산청 국가유산포털